# Faustball-Europameisterschaft der Frauen 2019
Die 17. Faustball-Europameisterschaft der Frauen fand vom 18. bis 20. Juli 2019 in Lázně Bohdaneč (Tschechien) gleichzeitig mit der Europameisterschaft 2019 für U21-Mannschaften statt. Tschechien war zum dritten Mal Ausrichter der Faustball-Europameisterschaft der Frauen. Deutschland war nach dem Erfolg bei der Faustball-Europameisterschaft 2017 im eigenen Land Titelverteidiger.

## Teilnehmer
Von den europäischen Mitgliedsnationen der International Fistball Association wollen 2019 neun Nationen an den Europameisterschaften der Frauen teilnehmen. So viele Nationen haben noch nie zuvor zu europäischen Titelkämpfen der Faustball-Frauen gemeldet. Für die Nationalteams aus Belgien, Polen und Serbien wäre es die erste Teilnahme an einer Faustball-Europameisterschaft der Frauen, für das Dänische Frauen-Nationalteam die erste Teilnahme an einem internationalen Wettbewerb überhaupt.
| Team        | Bisherige Teilnahmen | Letzte Teilnahme | Beste Platzierung | Anmerkung        |
| ----------- | -------------------- | ---------------- | ----------------- | ---------------- |
| Belgien     | -                    | -                | -                 |                  |
| Dänemark    | -                    | -                | -                 |                  |
| Deutschland | 16                   | 2017             | 1.                | Titelverteidiger |
| Italien     | 11                   | 2017             | 4.                |                  |
| Österreich  | 11                   | 2017             | 1.                |                  |
| Polen       | -                    | -                | -                 |                  |
| Schweiz     | 16                   | 2017             | 1.                |                  |
| Serbien     | -                    | -                | -                 |                  |
| Tschechien  | 8                    | 2015             | 4.                | Gastgeber        |

## Spielplan

### Vorrunde

#### Gruppe A
| Fr., 19. Juli 2019 |   |           |             |   |            |                           |
| 1                  | 1 | 09:30 Uhr | Deutschland | – | Tschechien | 2:0 (11:02, 11:02)        |
| 2                  | 2 | 09:30 Uhr | Österreich  | – | Dänemark   | 2:0 (11:02, 11:02)        |
| 5                  | 1 | 11:00 Uhr | Österreich  | – | Tschechien | 2:0 (11:02, 11:04)        |
| 6                  | 2 | 11:00 Uhr | Italien     | – | Dänemark   | 2:0 (11:02, 11:02)        |
| 9                  | 1 | 13:45 Uhr | Tschechien  | – | Dänemark   | 2:0 (11:05, 11:01)        |
| 10                 | 2 | 13:45 Uhr | Deutschland | – | Italien    | 2:0 (11:04, 11:02)        |
| 11                 | 1 | 15:45 Uhr | Deutschland | – | Dänemark   | 2:0 (11:02, 11:01)        |
| 12                 | 2 | 15:45 Uhr | Österreich  | – | Italien    | 2:0 (11:02, 11:04)        |
| 15                 | 1 | 18:30 Uhr | Deutschland | – | Österreich | 2:0 (15:13, 11:08)        |
| 16                 | 2 | 18:30 Uhr | Italien     | – | Tschechien | 2:1 (11:06, 11:13, 11:07) |

| Platz | Team        | Spiele | Sätze | Punkte |
| ----- | ----------- | ------ | ----- | ------ |
| 1     | Deutschland | 4      | 8:0   | 8      |
| 2     | Österreich  | 4      | 6:2   | 6      |
| 3     | Italien     | 4      | 4:5   | 4      |
| 4     | Tschechien  | 4      | 3:6   | 2      |
| 5     | Dänemark    | 4      | 0:8   | 0      |

#### Gruppe B
| Fr., 19. Juli 2019 |   |           |         |   |         |                           |
| 3                  | 1 | 10:15 Uhr | Schweiz | – | Belgien | 2:0 (11:02, 11:03)        |
| 4                  | 2 | 10:15 Uhr | Polen   | – | Serbien | 1:2 (11:07, 10:12, 09:11) |
| 7                  | 1 | 13:00 Uhr | Schweiz | – | Serbien | 2:0 (11:04, 11:05)        |
| 8                  | 2 | 13:00 Uhr | Polen   | – | Belgien | 2:0 (11:04, 11:04)        |
| 13                 | 1 | 16:30 Uhr | Schweiz | – | Polen   | 2:0 (11:05, 11:07)        |
| 14                 | 2 | 16:30 Uhr | Serbien | – | Belgien | 2:0 (11:07, 11:04)        |

| Platz | Team    | Spiele | Sätze | Punkte |
| ----- | ------- | ------ | ----- | ------ |
| 1     | Schweiz | 3      | 6:0   | 6      |
| 2     | Serbien | 3      | 4:3   | 4      |
| 3     | Polen   | 3      | 3:4   | 2      |
| 4     | Belgien | 3      | 0:6   | 0      |

### Endrunde

#### Qualifikation
| Sa., 20. Juli 2019 |   |           |            |   |         |                           |
| 17                 | 1 | 09:30 Uhr | Österreich | – | Polen   | 3:0 (11:09, 11:06, 11:02) |
| 18                 | 2 | 09:30 Uhr | Serbien    | – | Italien | 3:0 (11:06, 11:05, 11:05) |

#### Halbfinale
| Sa., 20. Juli 2019 |   |           |             |   |            |                           |
| 20                 | 2 | 12:00 Uhr | Deutschland | – | Serbien    | 3:0 (11:08, 11:02, 11:01) |
| 21                 | 1 | 12:00 Uhr | Schweiz     | – | Österreich | 0:3 (08:11, 10:12, 11:13) |

#### Platzierungsspiele
| Sa., 20. Juli 2019 |    |   |           |             |   |            |                                  |
| Platz 7–9          | 19 | 2 | 10:45 Uhr | Tschechien  | – | Dänemark   | 3:0 (11:02, 11:06, 11:07)        |
| Platz 7–9          | 23 | 2 | 13:15 Uhr | Belgien     | – | Dänemark   | 3:0 (03:11, 07:11, 11:13)        |
| Platz 7–9          | 25 | 2 | 14:30 Uhr | Tschechien  | – | Belgien    | 3:0 (11:06, 11:06, 11:03)        |
| Platz 5            | 22 | 1 | 13:15 Uhr | Polen       | – | Italien    | 3:0 (11:08, 11:05, 11:07)        |
| Platz 3            | 24 | 1 | 14:30 Uhr | Serbien     | – | Schweiz    | 0:3 (04:11, 04:11, 04:11)        |
| Finale             | 26 | 1 | 17:00 Uhr | Deutschland | – | Österreich | 3:1 (11:08, 09:11, 11:07, 11:08) |

## Endergebnis
| Platz | Land        |
| ----- | ----------- |
| 1.    | Deutschland |
| 2.    | Österreich  |
| 3.    | Schweiz     |
| 4.    | Serbien     |
| 5.    | Polen       |
| 6.    | Italien     |
| 7.    | Tschechien  |
| 8.    | Dänemark    |
| 9.    | Belgien     |